# Шумбар

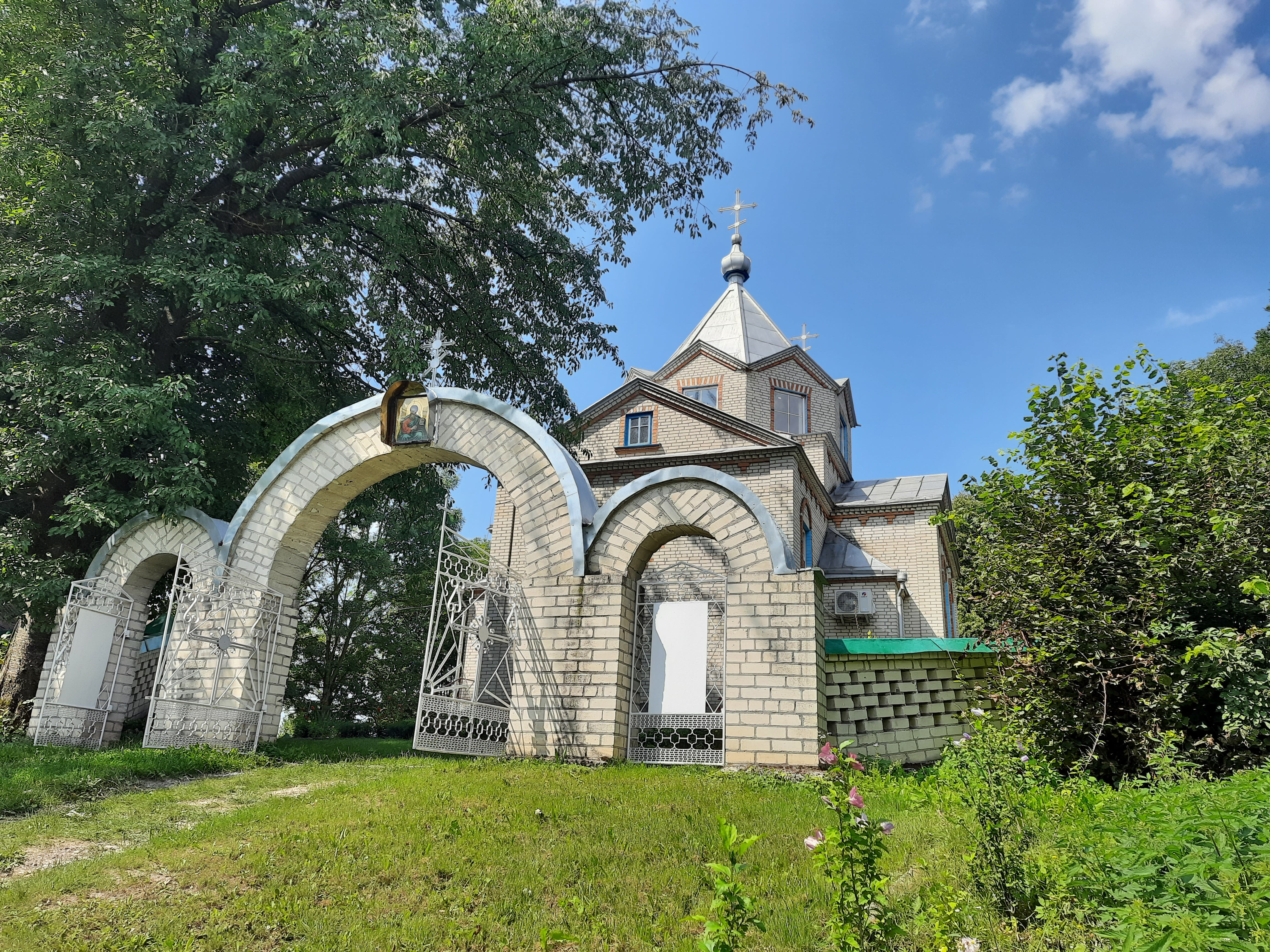
Церква Святого Апостола і Євангеліста Луки

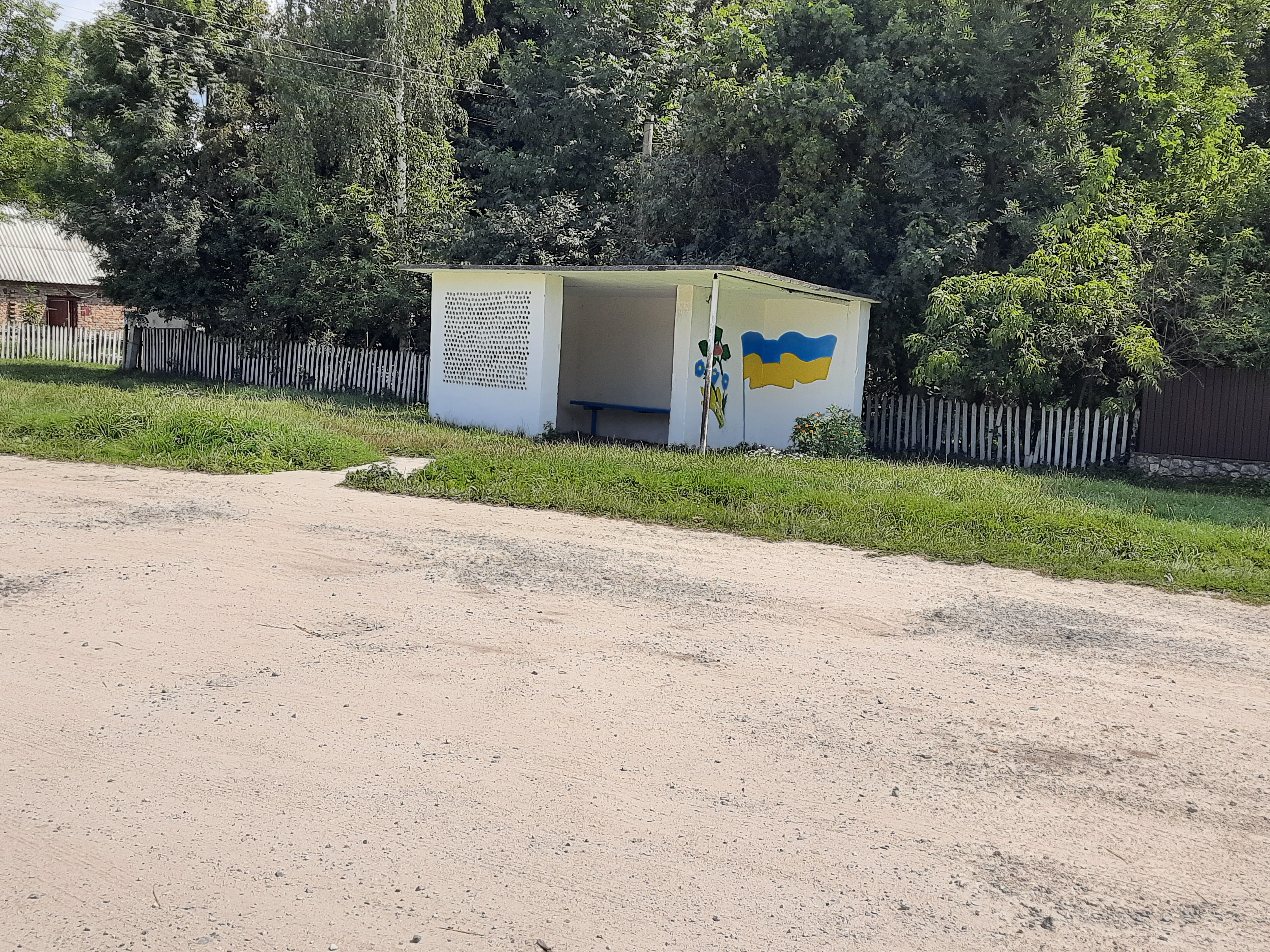
Автобусна зупинка

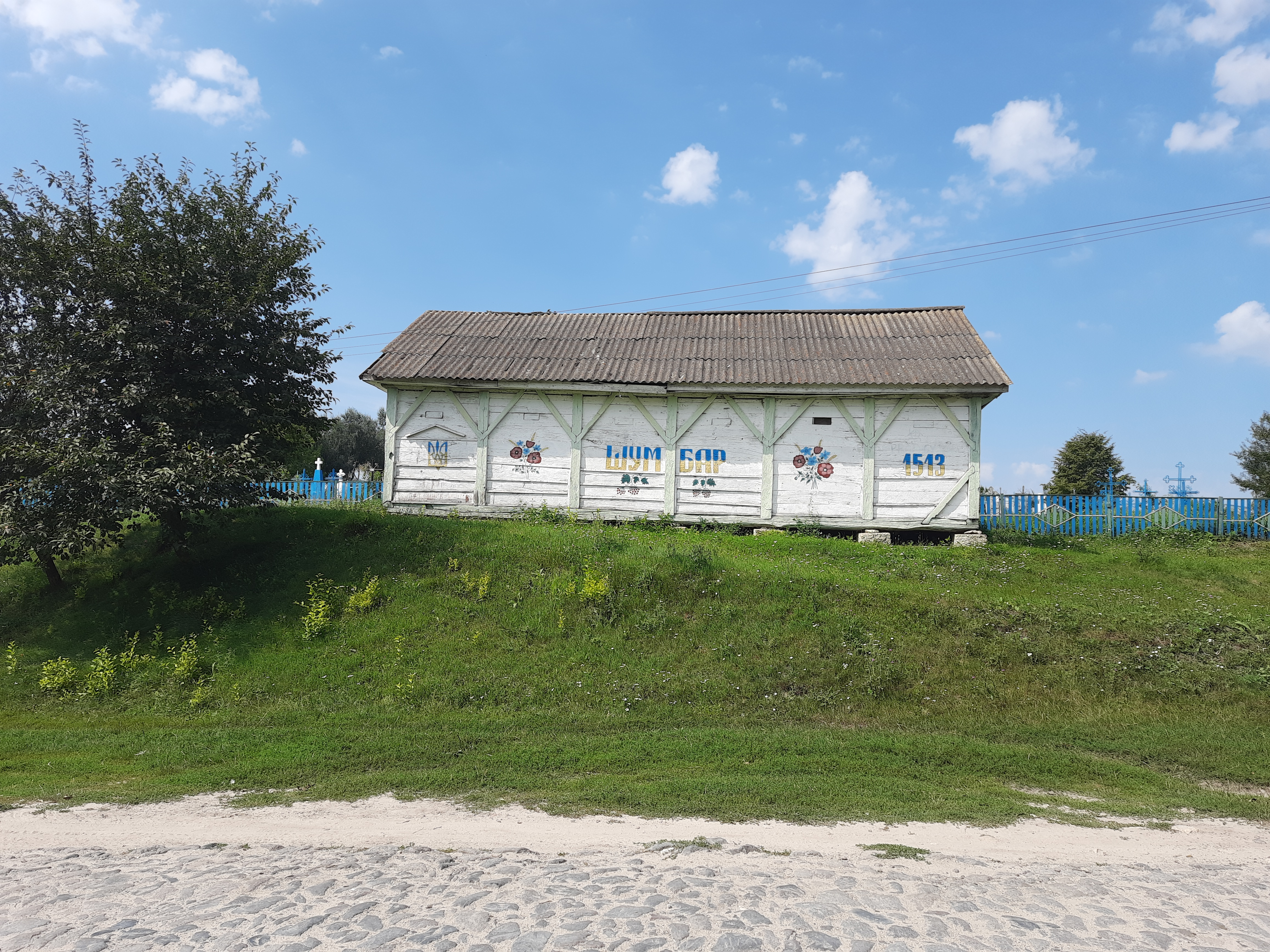
Околиця села

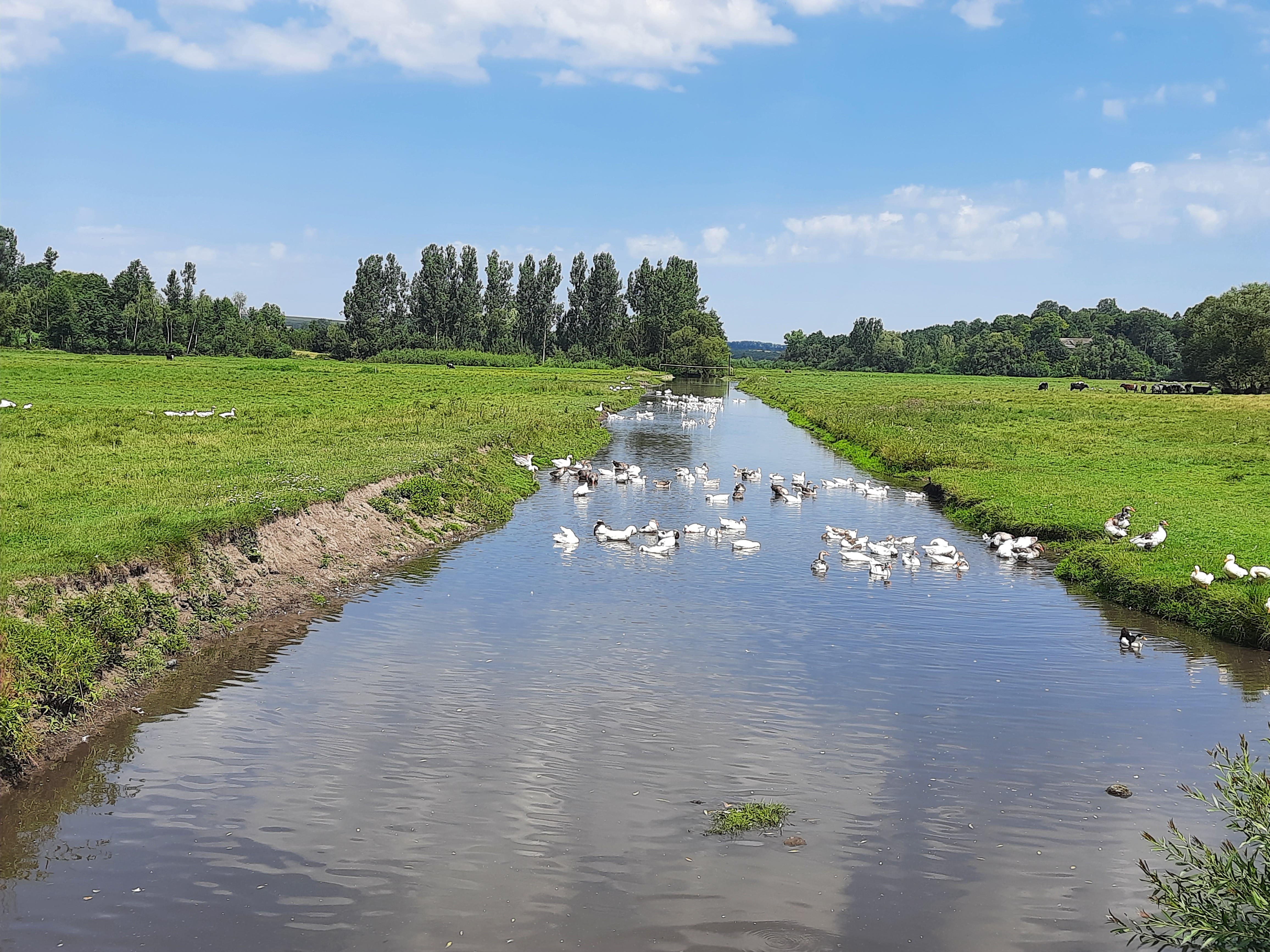
Річка Вілія біля села

Шу́мбар — село в Україні, у Шумській міській громаді Кременецького району Тернопільської області. Колишнє містечко. Розташоване на річці Вілія, на північному сході району.
Населення — 746 осіб (2014).

## Географія
Село Шумбар розташоване над річкою Вілія, лівої притока Горині, басейну Прип'яті, сточища Дніпра.
Село розташоване за 14 км від центру міської громади міста Шумська та 18 км від районного центру та найближчої залізничної станції Кременець. У селі є вулиці: Горбівці, Двірчисько, Козацька, Красна Гора, Набережна, Нагорного та Садова.
Кількість дворів становить 239.

### Клімат
| Клімат Шумбара            | Клімат Шумбара | Клімат Шумбара | Клімат Шумбара | Клімат Шумбара | Клімат Шумбара | Клімат Шумбара | Клімат Шумбара | Клімат Шумбара | Клімат Шумбара | Клімат Шумбара | Клімат Шумбара | Клімат Шумбара | Клімат Шумбара |
| Показник                  | Січ.           | Лют.           | Бер.           | Квіт.          | Трав.          | Черв.          | Лип.           | Серп.          | Вер.           | Жовт.          | Лист.          | Груд.          | Рік            |
| Середній максимум, °C     | −2             | −0,9           | 3,9            | 12,7           | 19,1           | 22,7           | 23,9           | 23,0           | 18,6           | 12,4           | 5,4            | 0,3            | 11             |
| Середня температура, °C   | −5,1           | −4             | 0,2            | 7,7            | 13,6           | 17,3           | 18,6           | 17,6           | 13,5           | 8,1            | 2,6            | −2,3           | 7              |
| Середній мінімум, °C      | −8,1           | −7,1           | −3,4           | 2,8            | 8,2            | 12,0           | 13,3           | 12,2           | 8,4            | 3,8            | −0,1           | −4,8           | 3              |
| Норма опадів, мм          | 32             | 30             | 28             | 43             | 64             | 82             | 90             | 67             | 55             | 37             | 38             | 39             | 605            |
| ------------------------- | -------------- | -------------- | -------------- | -------------- | -------------- | -------------- | -------------- | -------------- | -------------- | -------------- | -------------- | -------------- | -------------- |
| Джерело: climate-data.org |                |                |                |                |                |                |                |                |                |                |                |                |                |

## Історія

### Археологічні знахідки
Поблизу села виявлено археологічні пам'ятки пізнього палеоліту, мезолітичної стоянок (17-10 тис. років тому), поселення Трипільської культури (III тисячоліття до н. е.) та знайдено римські монети II ст. Поселення трипільської культури було виявлено під час розвідки Олександра Цинкаловського у 1930-х роках. Підйомний матеріал складається з уламків кераміки зі слідами орнаменту та сокири з опоки. Матеріал зберігається у Кременецькому краєзнавчому музеї.
На території села розкопано слов'янське підкурганне поховання VIII–IX століть.

### Період Речі Посполитої

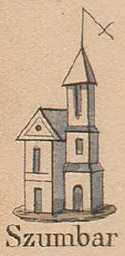
Шумбар на мапі Зигмунда Герстмана

Перша писемна згадка про Шумбар датується 1513 роком. У той час село було маєтком волинського роду Боговитинів — Шумбарських. У 1513 році вельможа Богуш Боговитин обрав під забудову замку 20-ти сажену гору (60 м), оточену з трьох боків водою, побудував прекрасний замок та назвав себе Шумбарським. На даний час збереглись фундаменти цього замку (на них вже двічі будувалась православна церква).
Під час ревізії Кременецького замку виявлено: в 1545 році Шумбар належав до володінь Боговитинів, які мали там свої «городні» (городня — це частина укріплення в центрі оборонної системи за литовсько-польської влади на Волині).
У 1570 році частиною земель Шумбарського володів шляхтич Станіслав Лящанець. За поборовим  реєстром Кременецького замку він платив від села 48 дим (одиниця оподаткування в давнішні часи), 18 городників (наймитів), 1 боярина, двоє млинських коліс, троє інших коліс.
У 1603 році, після смерті княгині Софії Михайлівни Чарторийської з Боговитинових, Шумбар разом з Рохманівським ключем переходить до князя Юрія Михайловича Чарторийського, а від нього — до графів Блєндовських.
XVII—XVIII ст. Шумбар — стає містечком. Раніше поблизу Шумбара знаходилось село та маєток Кутно. Згодом містечко знову стало власністю графів Блєндовських. В описі Кременецького замку згадуються Андрій та Франциска Блєндовські, як власники Шумбару. Вони у 1727 році побудували в селі католицький тринітарний монастир у стилі бароко, що існував до 1762 року, а потім був перенесений до Кременця. У цей період село на короткий час стає містечком за Магдебурзьким правом. У Кременецькому костелі зберігалося декілька портретів Блєндовських з їх родинним гербом « Налєнч» (перев'язана срібна краватка в червоному полі), який, імовірно, виконував роль міського герба (водночас з 18 століття збереглися печатки Шумбарського монастиря, на яких виступає герб ордену тринітаріїв — увінчаний короною срібний щит з хрестом, вертикальний промінь якого червоний, а горизонтальний — блакитний).
У 1734 році власником Шумбару був Павло Шишковський.
У 1779 році в Шумбарі було збудовано дерев'яну православну церкву, що в роки радянської влади була розібрана та перенесена в одне із сіл Вишнівецького району, де знаходиться і досі. На місці цієї церкви у Шумбарі стоїть камінний хрест.

### 19-20 століття
У XIX столітті збудований у селі католицький костел, що став окрасою вулиці Красна гора.
У 1903-1906 роках на високій горі у центрі села на підвалинах старовинного замку Боговитинових-Шумбарських було збудовано православну Свято-Лукінську церкву.
За Брестським мирним договором село Шумбар відійшло до Польщі, в складі якої перебувало до 1939 року.
На 1936 рік село входило до ґміни Дедеркали Кременецького повіту. 
У вересні 1941 року в село увійшли німці, розпочалася трьохрічна німецька окупація. 26 лютого 1944 року село було звільнено. На території села активну боротьбу з фашистами вели загони УПА. У бойових діях під час ІІ Світової війни брали участь 285 жителів, 87 з них загинуло, 103 нагороджено орденами та медалями.
У 1948 році "совєти" силою загонили людей у колгосп, примушували писати заяви про вступ. З чоловіків села була створена охоронна служба полів (врожаїв) - "стрибки". Першим головою колгоспу імені "17 вересня" став Ваврисюк Юрій . За один трудодень людині платили 200 грамів зерна та 3 копійки. Повідбирали у селян вози, жорна, худобу, землю.
31 жовтня 1989 року у Шумбарі відбулося відкриття православної церкви Святого Апостола і Євангеліста Луки.
У 1990 році відбулося урочисте відкриття приміщення нової школи.

### Період незалежності
До 24 липня 2015 року було адміністративним центром Шумбарської сільської ради. Відтак увійшло до складу Шумської міської громади.
12 червня 2020 року, відповідно до розпорядження Кабінету Міністрів України № 724-р «Про визначення адміністративних центрів та затвердження територій територіальних громад Тернопільської області» село увійшло до складу Шумської міської громади.
19 липня 2020 року, в результаті адміністративно-територіальної реформи та ліквідації Шумського району, село увійшло до складу Кременецького району.
4 квітня 2024 року у с. Шумбар відкрили меморіальну дошку загиблому Герою  Антощуку Тимофію. Пам’ятний знак встановили на фасаді гімназії, де навчався захисник.

## Населення
За даними перепису 2001 року в селі мешкало 848 осіб.

### Мова
Розподіл населення за рідною мовою за даними перепису 2001 року:
| Мова       | Кількість | Відсоток |
| ---------- | --------- | -------- |
| українська | 846       | 99.76%   |
| російська  | 2         | 0.24%    |
| Усього     | 848       | 100%     |

## Пам'ятки
У 1779 році в Шумбарі було збудовано дерев'яну православну церкву, що в роки радянської влади була розібрана та перенесена в одне із сіл Вишнівецького району. На місці цієї церкви у Шумбарі стоїть камінний хрест.
У XIX столітті був збудований в селі католицький костел, що став окрасою вулиці Красна гора. Свідченням того, що костел існував, є сьогодні невеликий дзвін, що уцілів під час пожежі та знаходиться на дзвіниці шумбарської церкви.
1975 року споруджено пам'ятник воїнам-односельцям, полеглим у німецько-радянській війні.
31 жовтня 1989 року відкрито муровану православну церкви Святого Апостола і Євангеліста Луки.
Із розповідей односельчан відомо, що село славилося відважними воїнами гетьмана Богдана Хмельницького. Від слів "гербові козаки" ("гербовці") походить назва центральної вулиці (Горбівці). Кажуть, що колись під час походів Богдана Хмельницького тут осіли та побудували перші хатини славні козаки. Про звитяжну боротьбу гербових козаків за волю українського народу залишились спогади – козацькі могили. Одна з них височить і сьогодні на межі чотирьох сіл – Шумбару, Загаєць, Темногаєць та Цеценівки.  У 1960 році могилу розкопували і знайшли там багато шабель та інших речей, що належали убитим козакам.

## Освіта та культура
У селі працюють ЗОШ І-ІІ ст., клуб та бібліотека.
30 вересня 1927 року у селі відкрили один клас школи.

## Охорона здоров'я
У селі діє ФАП.

## Економіка
У селі працюють торговельні заклади.